# آیفون ۳جی
آیفون ۳جی (به انگلیسی: iPhone 3G) نسل دوم گوشی هوشمند آیفون می‌باشد که بعد از آیفون ۲جی توسط شرکت اپل ساخته شده و توسط استیو جابز مدیر عامل شرکت اپل در جریان کنفرانس جهانی طراحان اپل ۲۰۰۸ (به انگلیسی: 2009 WWDC)در ماسکانی سنتر، سان‌فرانسیسکو رونمایی شد.